# Chicago Athenaeum
Das Chicago Athenaeum – Museum of Architecture and Design (kurz: Chicago Athenaeum) ist ein privates Museum für Architektur und Design mit Sitz in Galena (Illinois). Das Museum konzentriert sich auf die Kunst des Designs in allen Bereichen der Disziplin: Architektur, Industrie- und Produktdesign, Grafik, Landschaftsarchitektur und Stadtplanung. Das Museum vergibt zahlreiche Preise für Architektur und Design.

## Geschichte
Das Museum wurde 1988 von Christian K. Narkiewicz-Laine in Chicago gegründet, zog 1998 nach Schaumburg (Illinois) und 2004 weiter nach Galena (Illinois). Das Museum in Galena befindet sich in einem ehemaligen Brauereigebäude (zuerst Fulton Brewery, später Galena Brewery, Eulberg & Sons).
In Schaumburg war das Museum in einer alten Scheune in der 190 S. Roselle Road untergebracht, bevor diese 2004 von der Gemeinde geräumt wurde. Das Museum unterhielt auch einen internationalen Skulpturenpark mit Werken zeitgenössischer Kunst. Der Skulpturenpark existiert noch immer, er befindet sich jetzt in einem weitläufigen Gelände am 201 Schaumburg Court in Schaumburg (Illinois). Er beherbergt zeitgenössische Werke amerikanischer und internationaler Bildhauer aus Griechenland, Norwegen, Deutschland, Finnland, Polen, Norwegen, Island und der Schweiz. Besonders hervorzuheben sind die Werke „Heavy Dog Kiss“ von Dennis Oppenheim oder „Vineland“ des norwegischen Künstlers Jarle Rosseland.

## Ziele
Ziel des Museums ist es, das Wissen und das Bewusstsein der Öffentlichkeit über Architektur und Design zu verbessern und zu zeigen, wie diese beiden Bereiche die menschliche Umwelt und die Lebensqualität beeinflussen können. Es hat in mehreren Ländern Ausstellungen zu Architektur und Design veranstaltet und führt auch mehrere internationale Programme im Ausland durch. Derzeit unterhält es Büros und Niederlassungen in Chicago, Schaumburg und Galena, sowie in Dublin und Athen.

## Sammlungen und Ausstellungen
Das Museum besitzt Sammlungen über die Geschichte der Chicagoer Architektur, die Geschichte des Industriedesigns in Chicago von 1900 bis 1950, europäische und amerikanische Möbel, japanische Grafiken, die Werke von Anne Swainson, von Montgomery Ward, von Ellen Manderfield und die Geschichte des guten Designs, ethnografischer Kunst in Bezug auf Design.
Das Museum unterhält zudem ein Archiv mit Fotografien und Zeichnungen zu Architektur und Design sowie Büchern und Publikationen zum gleichen Thema.
Neben zahlreichen Ausstellungen zu wegweisenden Ideen der Architektur- und Designgeschichte organisierte das Museum bedeutende Wanderausstellungen:
- 1990: „New Chicago Skyscrapers“ auf der Internationalen Architekturbiennale Buenos Aires
- 1992: „New International Architecture“ und „New Architecture of Graft Architekten“ auf der Internationalen Architekturbiennale Buenos Aires
- 1997: „New American Architecture“ auf der Internationalen Architekturbiennale São Paulo
- 2010: „Bjarke Ingels“ in Madrid
- 2012: „Architecture of TYIN Tegnestue“ auf der Designbiennale Istanbul

## Auszeichnungsprogramme
In Zusammenarbeit mit dem European Centre for Architecture, Art, Design and Urban Studies organisiert das Chicago Athenaeum seit 1996 jährlich Ausschreibungen zu folgenden Preisen: Good Design Awards, American Architecture Awards, International Architecture Awards, The American Prize for Design, The European Prize for Architecture, Europe 40 under 40 und seit 2009 die Green Design Awards.

## Management und Finanzierung
Präsident des Museums ist Christian K. Narkiewicz-Laine. Vizepräsident ist Loannis Karalias, der auch Chefkurator und Direktor für Design ist. Verwaltungsdirektor ist Lary Sommers und der Direktor in Europa und COO ist Kieran Conlon.
Das Museum wird finanziert durch Privatspenden, Mitgliedschaften und Sponsoring von Unternehmen, Stiftungen, regionalen und nationalen Regierungsbehörden.